# Snakehips
Die Snakehips sind ein englisches House-Produzentenduo aus London, das Ende 2015 durch ihren Hit All My Friends bekannt wurde.

## Karriere
Oliver Lee und James Carter schlossen sich Anfang der 2010er zusammen. Zuerst machten sie durch einige Remixe auf sich aufmerksam, darunter Versionen von Wanderlust von The Weeknd oder Warm Water von Banks. 2013 erschien ihre erste eigene Single On & On in limitierter Auflage bei ihrem selbst gegründeten Label Hoffman West. Weitere Veröffentlichungen folgten, unter anderem mit der Sängerin Sinéad Harnett. Der Durchbruch kam Ende 2015 mit der Single All My Friends zusammen mit den US-Musikern Tinashe und Chance the Rapper. Anfang Dezember stieg sie in Australien und Ende Dezember in Neuseeland und Großbritannien in die Charts ein und erreichte die Top 10 der jeweiligen Charts. Auch in weiteren europäischen Ländern war das Lied erfolgreich.

## Mitglieder
- Oliver Lee
- James Carter

## Diskografie
EPs
- 2015: Forever, Pt. II
- 2016: All My Friends
- 2016: Money on Me
- 2018: Stay Home Tapes (= --__-- =)

Singles
- 2013: On & On (feat. George Maple)
- 2014: Days with You (feat. Sinéad Harnett)
- 2015: Forever (Pt. II) (feat. Kaleem Taylor)
- 2015: All My Friends (feat. Tinashe & Chance the Rapper, US: Platin)
- 2016: Money on Me (feat. Anderson .Paak)
- 2016: Cruel (feat. Zayn)
- 2016: Burn Break Crash (mit Aanysa)
- 2017: Don’t Leave (mit MØ, US: Platin)
- 2017: How U Feel
- 2017: Right Now (feat. Elhae, D.R.A.M. & H.E.R.)
- 2017: Either Way (mit Anne-Marie feat. Joey Bada$$)
- 2018: Cruzin’ (mit St Rulez)
- 2018: For the F^_^k of It (mit Jeremih & Aminé)
- 2019: Gucci Rock n Rolla (mit Rivers Cuomo & Kyle)
- 2019: Summer Fade (feat. Anna of the North)
- 2020: Waves (mit TroyBoi)
- 2020: Lie for You (mit Jess Glynne feat. Davido & A Boogie wit da Hoodie)

Gastbeiträge
- 2014: No Other Way (Sinéad Harnett feat. Snakehips)
- 2019: Never Gonna Like You (Bea Miller feat. Snakehips)

Remixe
- 2019: Ellie Goulding & Juice Wrld – Hate Me
- 2020: Illenium feat. Bahari – Crashing

## Auszeichnungen für Musikverkäufe
| Goldene Schallplatte - Australien - 2016: für die Single Cruel - Brasilien - 2021: für die Single Cruel - Italien - 2016: für die Single All My Friends - Mexiko - 2022: für die Single All My Friends - Polen - 2016: für die Single All My Friends | Platin-Schallplatte - Dänemark - 2019: für die Single Don’t Leave - 2021: für die Single All My Friends - Kanada - 2016: für die Single All My Friends - 2018: für die Single Don’t Leave - Neuseeland - 2021: für die Single Cruel - Niederlande - 2016: für die Single All My Friends - Schweden - 2016: für die Single All My Friends | 2× Platin-Schallplatte - Australien - 2017: für die Single Don’t Leave - Neuseeland - 2021: für die Single Don’t Leave 3× Platin-Schallplatte - Australien - 2016: für die Single All My Friends 6× Platin-Schallplatte - Neuseeland - 2025: für die Single All My Friends |

Anmerkung: Auszeichnungen in Ländern aus den Charttabellen bzw. Chartboxen sind in ebendiesen zu finden.
| Land/RegionAuszeichnungen für Musikverkäufe (Land/Region, Auszeichnungen, Verkäufe, Quellen) | Silber     | Gold     | Platin       | Verkäufe  | Quellen              |
| -------------------------------------------------------------------------------------------- | ---------- | -------- | ------------ | --------- | -------------------- |
| Australien (ARIA)                                                                            | —          | Gold1    | 5× Platin5   | 385.000   | aria.com.au          |
| Brasilien (PMB)                                                                              | —          | Gold1    | —            | 20.000    | pro-musicabr.org.br  |
| Dänemark (IFPI)                                                                              | —          | —        | 2× Platin2   | 180.000   | ifpi.dk              |
| Deutschland (BVMI)                                                                           | —          | Gold1    | —            | 200.000   | musikindustrie.de    |
| Italien (FIMI)                                                                               | —          | Gold1    | —            | 25.000    | fimi.it              |
| Kanada (MC)                                                                                  | —          | —        | 2× Platin2   | 160.000   | musiccanada.com      |
| Mexiko (AMPROFON)                                                                            | —          | Gold1    | —            | 30.000    | amprofon.com.mx      |
| Neuseeland (RMNZ)                                                                            | —          | —        | 9× Platin9   | 270.000   | radioscope.co.nz     |
| Niederlande (NVPI)                                                                           | —          | —        | Platin1      | 40.000    | nvpi.nl              |
| Polen (ZPAV)                                                                                 | —          | Gold1    | —            | 10.000    | olis.pl              |
| Schweden (IFPI)                                                                              | —          | —        | Platin1      | 40.000    | sverigetopplistan.se |
| Schweiz (IFPI)                                                                               | —          | Gold1    | —            | 15.000    | hitparade.ch         |
| Vereinigte Staaten (RIAA)                                                                    | —          | —        | 2× Platin2   | 2.000.000 | riaa.com             |
| Vereinigtes Königreich (BPI)                                                                 | 2× Silber2 | Gold1    | 2× Platin2   | 2.000.000 | bpi.co.uk            |
| Insgesamt                                                                                    | 2× Silber2 | 8× Gold8 | 24× Platin24 |           |                      |